# Turdoides hindei
Turdoides hindei е вид птица от семейство Leiothrichidae. Видът е световно застрашен, със статут Уязвим.

## Разпространение
Видът е разпространен в Кения.